# 新木姜子小煤炱
新木姜子小煤炱（学名：Meliola neolitseae）是属于小煤炱目小煤炱科小煤炱属的一种真菌，寄生在樟科植物上。该种分布于中国、文莱、印度。